# Nicola Romeo

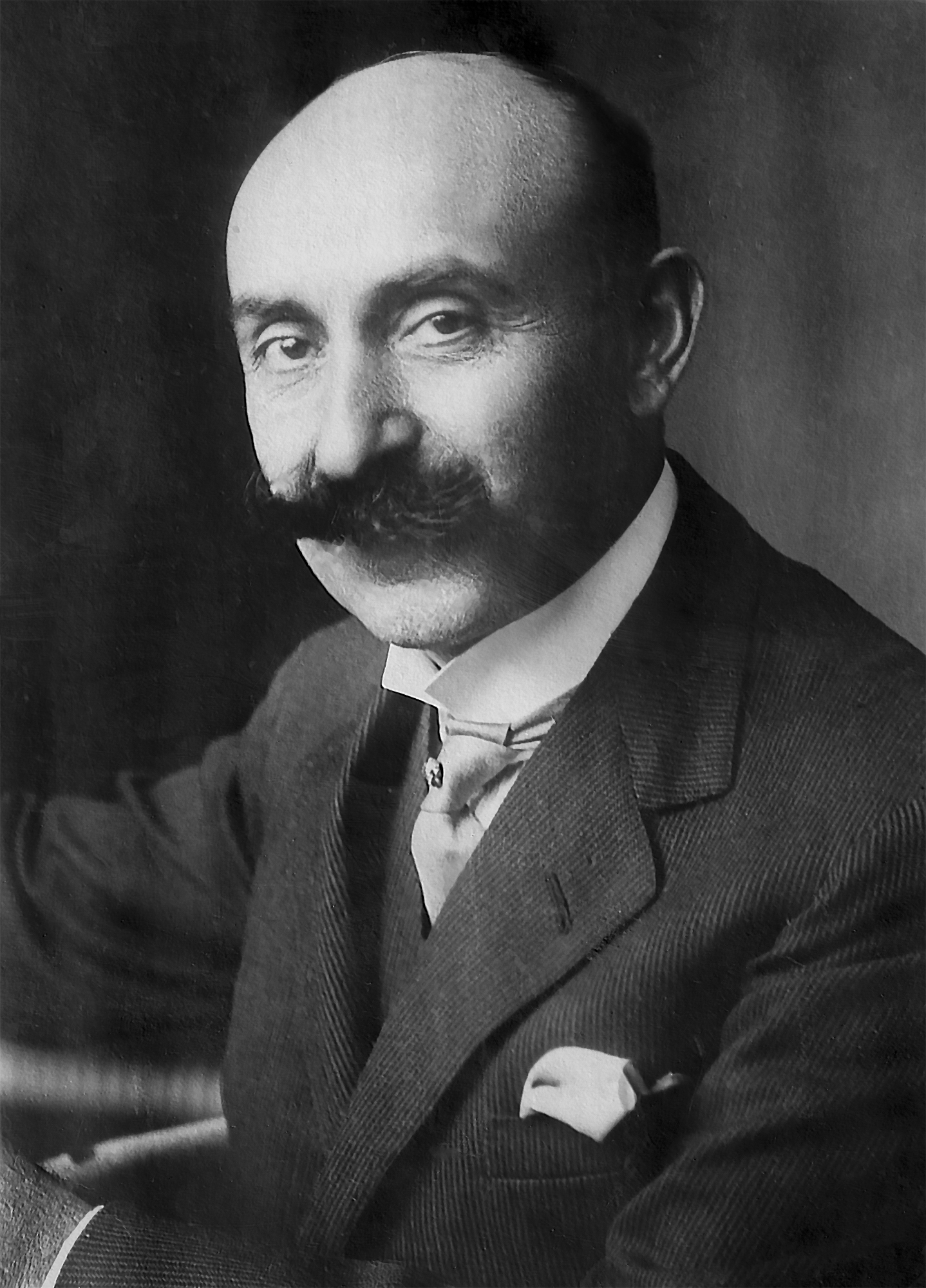
Nicola Romeo

Nicola Romeo (Sant'Antimo, 28 april 1876 – Magreglio, 15 augustus 1938) was een Italiaans ondernemer, senator en bedrijfseigenaar van Alfa, dat na zijn komst in het bedrijf Alfa Romeo zou heten.

## Biografie
Nicola Romeo werd op 28 april 1876 geboren in Sant’Antimo bij Napels als zoon van Maurizio Romeo en Consiglia Tagliatela. Het gezin had het niet breed en daarom moest Nicola lopend van zijn geboortedorp naar de technische school in Napels gaan. Ook gaf hij bijles om daarmee de kosten voor zijn studie te kunnen betalen. Zijn aanleg voor de exacte vakken werd al snel duidelijk. Omdat zijn vader onderwijzer was, kon die hem helpen bij het vormgeven van zijn studie.
Na het afronden van zijn studie Bouwkunde aan de Universiteit van Napels verhuisde hij in 1899 naar Luik, om zich verder te verdiepen in elektrotechniek. Zo was hij dicht bij Frankrijk en Duitsland, waar de technische ontwikkelingen op het gebied van werktuigbouwkunde heel snel gingen. Terug in Italië probeerde hij werk te vinden bij verschillende grote bedrijven. De enige baan die hem echter werd aangeboden was die van stationschef in Tivoli, maar dat aanbod sloeg hij af.
Tijdens een van zijn reizen op weg naar een sollicitatiegesprek raakte hij in de trein in contact met een directeur van Robert Blackwell & Co, een Engels bedrijf dat werkzaam was op het gebied van spoorwegen en elektrische installaties en dat van plan was om een vestiging te openen in Italië. Romeo werd aangenomen en leidde enkele jaren het Italiaanse filiaal met als taak het bevorderen van en leiding geven aan de aanleg van elektrische tramlijnen. Hier deed hij kennis en ervaring op die hem van pas zou komen bij het oprichten van een eigen bedrijf. In 1906 richtte hij met enkele investeerders het bedrijf “Ing. Nicola Romeo & Co.” Op. Met groot succes handelde hij in rollend materieel van het Engelse staalbedrijf Hadfield uit Sheffield. Ook handelde hij in machines voor het maken van perslucht van het Amerikaanse bedrijf Ingersoll-Rand.

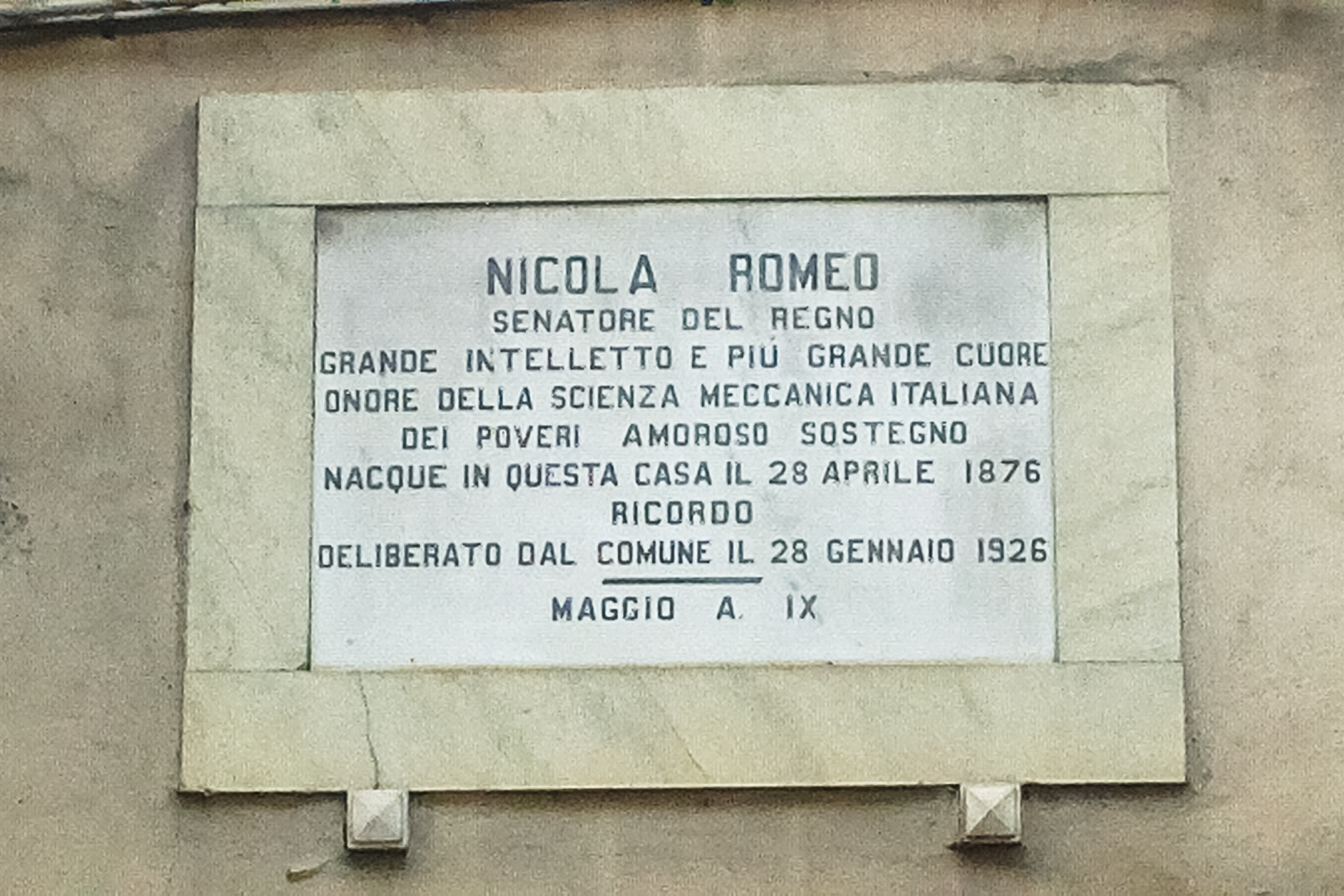
Plaquette op het geboortehuis van Nicola Romeo in Sant’ Antimo.

In 1911 ging Romeo met zijn bedrijf ook machines voor de mijnbouwindustrie bouwen. Het bedrijf specialiseerde zich echter al snel in het ontwikkelen van rollend materieel voor de spoorwegen, maar ook richtte Romeo zich op de opkomende technologie van de verbrandingsmotoren. Het lukte hem om daarvoor vergunningen te krijgen zodat hij een van de eersten in Italië was in het bouwen van motorrijtuigen.

### Het ontstaan van Alfa Romeo
Het fabriekscomplex van Darracq in Portello in Milaan werd in 1909 overgenomen door een groep ondernemers en van naam veranderd: Anonima Lombarda Fabbrica Automobili (ALFA). Dit bedrijf werd in 1915 door Romeo overgenomen en hij voegde er zijn eigen naam aan toe. Hij richtte zich met dit bedrijf op het produceren van oorlogsmateriaal. Met behulp van zijn krachtige persluchtapparatuur maakte Romeo in 1916 de explosie bij Col di Lana mogelijk.
Er werden nog andere machinefabrieken overgenomen (in Saronno, Rome en Napels) en na de Eerste Wereldoorlog veranderde het bedrijf in een naamloze vennootschap. Romeo kreeg te maken met problemen bij de omschakeling op gewone productie en ook vanwege de economische neergang. Hij ontving daarom steun van de overheid. Romeo wilde dat het bedrijf diverse soorten voertuigen en machines zou gaan bouwen, maar in de praktijk specialiseerde het zich in auto’s en hierin verwierf het bedrijf een zekere roem vanwege de sportieve successen die zijn auto’s behaalden. De fabriek in Milaan begon weer auto’s te bouwen, naar ontwerpen van Vittorio Jano, een technicus die eerder voor Fiat had gewerkt.
De voertuigen werden onder het merk Alfa Romeo op de markt gebracht na een juridische strijd met de vroegere eigenaars van de fabriek om de naam Alfa. In 1920 kwam de Torpedo 20-30 HP ES op de markt en in 1923 het model RL, waarmee de coureur Ugo Sivocci de eerste van de tien overwinningen van Alfa Romeo behaalde in de Targa Florio. In 1924 werd het racemodel P2 gepresenteerd. Het bedrijf hield zich in de fabriek in Saronno ook bezig met de elektrificatie van spoorlijnen en met de bouw van elektrische locomotieven. Van belang was Romeo’s samenwerking met ingenieur Kálmán Kandó, ontwerper bij Ganz en een pionier op het gebied van elektrische tractie in Europa.
In 1926 werd in Pomigliano d'Arco bij Napels een vliegtuigenfabriek gebouwd. In de jaren ’20 was er ook een tweede crisis, vanwege het faillissement van de Banca Italiana di Sconto, die de meerderheid van de aandelen bezat. De noodzaak tot drastische hervormingen om het bedrijf te redden leidde tot een verslechtering in de verhoudingen tussen Romeo en de andere aandeelhouders. Romeo werd in feite in 1925 uit het bestuur van het bedrijf gezet, ook al bood de nieuwe algemeen directeur Pasquale Gallo hem aan om president te blijven. Deze functie held hij tot 1928, toen hij het bedrijf verliet. Op 9 november 1925 werd hem de gouden Medaille van de Provincie Napels toegekend. In 1929 werd hij benoemd tot lid van de Senaat voor de fascistische partij. Tot aan zijn dood in 1938 zou hij senator blijven.

### Privéleven
Naast zijn werk als ondernemer en industrieel hield Romeo zich ook bezig met wetenschappelijk werk op het gebied van de landmeetkunde. Ook was hij actief op het charitatieve vlak: In zijn geboortedorp stichtte hij een kleuterschool. Hij was getrouwd met de Portugese Angelina Valadin, met wie hij zeven kinderen kreeg. Op 15 augustus 1938 stierf hij in zijn huis te Magreglio aan het Comomeer.

## Onderscheidingen
- Ridder in de Orde van de Italiaanse Kroon (5 augustus 1912)
- Commandeur in de Orde van de Italiaanse Kroon (21 januari 1917)
- Grootofficier in de Orde van de Italiaanse Kroon (18 april 1920)
- Grootkruis in de Orde van de Italiaanse Kroon (24 mei 1925)

- Ridder in de Orde van Sint-Mauritius en Sint-Lazarus (20 januari 1924)
- Officier in de Orde van Sint-Mauritius en Sint-Lazarus (9 juni 1930)
- Commandeur in de Orde van Sint-Mauritius en Sint-Lazarus (15 januari 1933)
- Grootofficier in de Orde van Sint-Mauritius en Sint-Lazarus (4 februari 1935)

- Officier in het Legioen van Eer (Frankrijk)

- Gemeinsame Normdatei: 1084216639
- International Standard Name Identifier: 0000 0004 5571 4967
- Library of Congress Control Number: no2016006558
- Istituto Centrale per il Catalogo Unico: CFIV329967
- Virtual International Authority File: 267145542622496640696
- WorldCat: E39PBJktq9DyW6FfhdqxPxtR8C